# Cộng hòa Altai
Cộng hòa Altai (tiếng Nga: Респу́блика Алта́й, Respublika Altay, phát âm tiếng Nga: [rʲɪˈspublʲɪkə ɐlˈtaj]; tiếng Altay: Алтай Республика, Altay Respublika) hay Cộng Hòa A Nhĩ Thái (阿爾泰共和國) là một chủ thể liên bang của Nga (một nước cộng hòa). Cộng hòa Altai là một phân cấp hành chính khác với Vùng Altai. Thủ đô của Cộng hòa Altai là Gorno-Altaysk.

## Địa lý
Nước cộng hòa này nằm ở trung tâm châu Á ở điểm nối giữa taiga Siberi, một đoạn biên giới ngắn với khu tự trị Duy Ngô Nhĩ Tân Cương của Trung Quốc, các thảo nguyên ở Kazakhstan (giáp tỉnh Đông Kazakhstan) và vùng bán sa mạc ở Mông Cổ (giáp tỉnh Bayan-Ölgii). Rừng chiếm 25% lãnh thổ vùng.
- Diện tích: 92.600 km²
- Biên giới:
  - nội đia: Kemerovo Oblast (N), Cộng hòa Khakassia (NE), Cộng hòa Tuva (E), và Vùng Altai (W/NW).
  - quốc tế: Mông Cổ (SE), Trung Quốc (S), và Kazakhstan (S/SW)
- Điểm cao nhất: Núi Belukha (4.506 m)
- Khoảng cách xa nhất từ Bắc tới Nam: 360 km
- Khoảng cách xa nhất từ Đông sang Tây: 380 km

### Sông ngòi và ao hồ

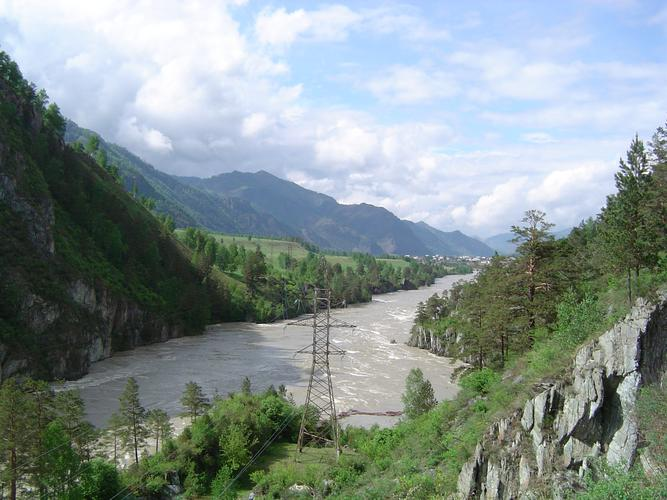
Sông Katun ở phía bắc nước cộng hòa Altai

Có hơn 20.000 nhánh sông chảy qua vùng rừng núi tại Altai, với chiều dài tổng cộng của các nhánh sông lên đến 60.000 km. Con sông lớn nhất của nước cộng hòa này là Katun và Biya, điểm nối giữa hai con sông hình thành nên sông Ob, một trong những con sông dài nhất Siberi, chảy theo hướng bắc ra Bắc Băng Dương.
Nguồn của sông Biya là hồ Teletskoye, đây là con hồ lớn của vùng. Sông Katun có đầu nguồn là sông băng Gebler, con sông nằm ở ngọn núi cao nhất vùng, núi Belukha. Sông Katun có vai trò quan trọng trong cuộc sống của người dân Altai bản địa cũng như những người Nga sống ở đây.
Hệ thống thủy văn của vùng bao gồm 7.000 hồ, với tổng diện tích lên đến 700 km². Hồ lớn nhất là hồ Teletskoye, dài 80 km và rộng 5 km, có diện tích 230,8 km², chiều sâu tối đa là 325 m. Các hồ ở vùng núi ở Altai có lượng dự trữ nước sạch lớn với nguồn nước tinh khiết do nằm cách xa nơi sinh sống của con người. Riêng hồ Teletskoye chứa 40 km³ nước sạch.
Dự trữ nước ngầm ước tính 22 triệu m³ một ngày, trong khi hiện nay mới chỉ khai thác 44.000m³ một ngày.

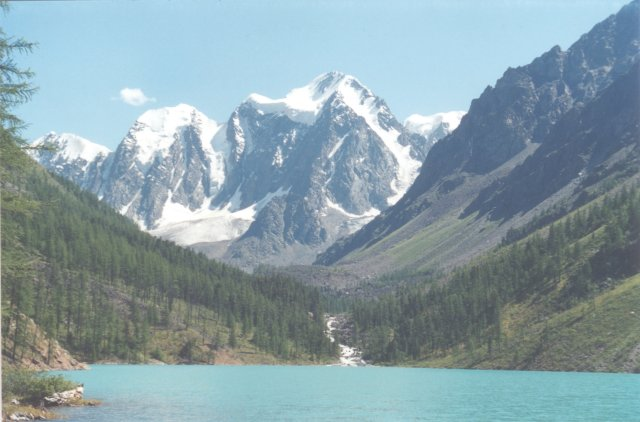
Hồ Shavlo ở Dãy Chuysky Bắc

### Núi
Một trong những đặc điểm địa lý nổi bật của Cộng hòa Altai là địa hình núi. Nước cộng hòa này nằm trong hệ thống dãy núi Altay, bao phủ phần lớn nước cộng hòa và trải dài sang Kazakhstan, Mông Cổ và Trung Quốc. Vùng này thường trải qua các cơn địa chấn định kỳ, điều này biểu hiện qua chiều cao điển hình của các dãy núi cũng như hình thồ ghồ ghề của các ngọn núi. Điểm cao nhất tại nước cộng hòa này là núi Belukha (4.506m), ngọn núi cao nhất ở Siberi.

### Tài nguyên thiên nhiên
Tài nguyên nước là một trong những nguồn tài nguyên quan trọng của vùng. Các suối nước khoáng và suối nước nóng cũng là những địa điểm nghỉ dưỡng cho khách du lịch. Thêm vào đó, những dòng sông băng Altai có lượng lớn nước sạch. Lượng nước trung bình cho các sông băng Altai đã được đăng ký là 57 km³, trong đó 52 km³ là nước.
Nguồn khoáng sản bao gồm vàng, bạc, sắt ore, lithi. Thành phố Barnaul của Vùng Altai từng là trung tâm chế biến khoáng sản từ vùng Altai, hiện nay ngành khai thác khoáng sản đã bị thu hẹp hơn so với trong quá khứ.

### Khí hậu

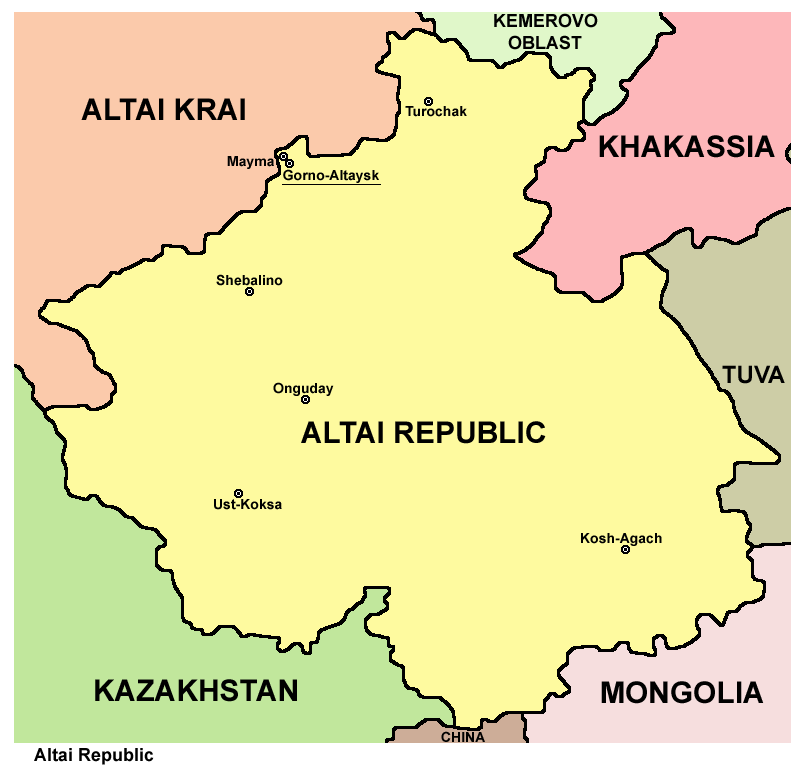

Nước cộng hòa này có khí hậu ôn đới lục địa với mùa hè ngắn và nóng (Tháng Sáu-Tháng Tám), mùa đông dài và lạnh.
- Nhiệt độ trung bình: +1 °C tới -6.7 °C;
- Nhiệt độ tháng Một: từ -9.2 °C tới -31 °C;
- Nhiệt độ tháng Bảy: từ +11 °C tới +19 °C;
- Lượng mưa trung bình: 100–1000 mm.

## Hành chính

Hành chính cộng hòa Altai

- Gorno-Altaysk
- Chemalsky
- Choysky
- Kosh-Agachsky
- Mayminsky
- Ongudaysky
- Shebalinsky
- Turochaksky
- Ulagansky
- Ust-Kansky
- Ust-Koksinsky

## Kinh tế
Altai là một vùng đa phần là nông nghiệp. Tuy nhiên nơi đây cũng có một vài ngành công nghiệp như chế biến thực phẩm, luyện kim, hóa chất, khai thác vàng, sản xuất bơ, chế biến gỗ. Du lịch cũng đang dần góp phần cho nền kinh tế, nhiều khách sạn và khu nghỉ dưỡng đang ngày càng mọc lên ở đây.

## Liên kết
- (tiếng Anh) Bebsite chính thức của Cộng hòa Altai Lưu trữ ngày 13 tháng 3 năm 2016 tại Wayback Machine
- (tiếng Nga) Website chính thức của Cộng hòa Altai Lưu trữ ngày 7 tháng 2 năm 2011 tại Wayback Machine
- Quốc ca của Cộng hòa Altai Lưu trữ ngày 27 tháng 2 năm 2008 tại Wayback Machine (mp3)
- (tiếng Nga) (tiếng Anh) Đại học Quốc gia Gorno-Altaisk Lưu trữ ngày 24 tháng 11 năm 2020 tại Wayback Machine
- (tiếng Đức) Altai-Portal
- (tiếng Nga) Hình ảnh núi Altai